# New Gibraltar Democracy
Die New Gibraltar Democracy (NGD) war eine christdemokratische Partei in Gibraltar. Sie wurde 2005 von dem Rechtsanwalt Charles Gomez gegründet.
Bei den Parlamentswahlen 2007 trat die NGD erstmals an, konnte jedoch kein Mandat erringen. Einziger Kandidat der Partei war hierbei Charles Gomez, der 1210 Stimmen bekam und damit ein Ergebnis von 0,78 % erreichte.